# Jan Hoogsaat

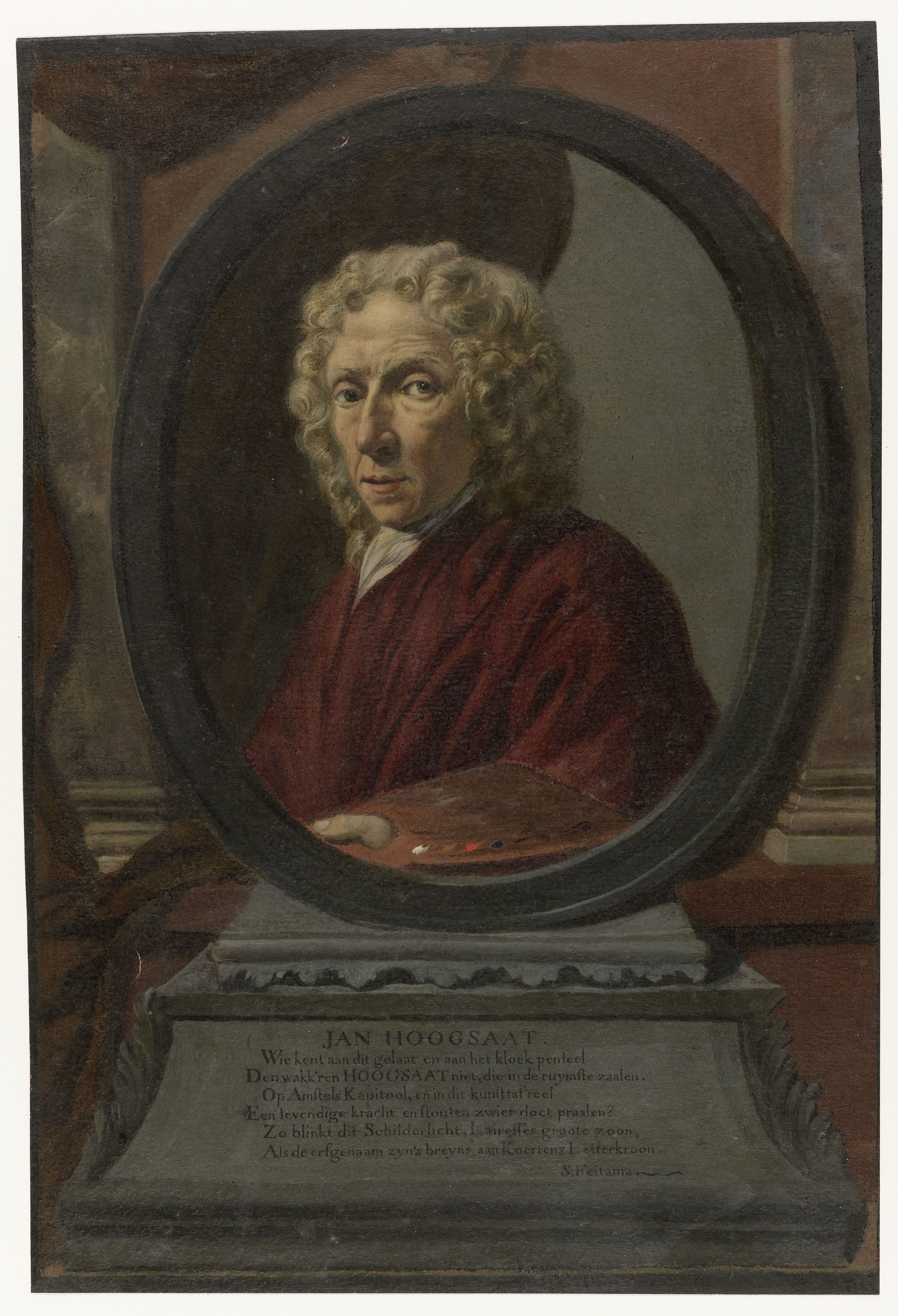
Zelfportret van Jan Hoogsaat (1706-1730)

Jan Hoogsaat (Amsterdam, 12 maart 1654 – aldaar, begraven op 17 januari 1738) was een Noord-Nederlands schilder, prentkunstenaar en decoratieschilder van interieurs.
Hij was de zoon van Cornelis Claesz. Hoogsaat en Grietje Dirksdr. In 1687 trouwde hij met zijn nicht Grietje Dircx. 
Hoogsaat ontving zijn opleiding van Gerard de Lairesse, met wie hij ook samenwerkte aan illustraties voor Lairesse's "Groot Schilderboek". Hij werkte zowel in Amsterdam als korte tijd in Leeuwarden. Hij specialiseerde zich in het schilderen van allegorieën, genrescènes, historiestukken en portretten. Hoogsaat decoreerde Paleis Het Loo voor Willem III, koning van Engeland, en werkte voor verschillende burgemeesters van Amsterdam, waaronder Jan Trip en Jan Six. Daarnaast schilderde hij het plafond in de Burgerzaal van het Amsterdamse stadhuis, nu bekend als het Paleis op de Dam.
Hoogsaat onderhield vriendschappen met verschillende kunstenaars uit zijn tijd, waaronder Ludolf Bakhuizen, wiens begrafenis hij in 1708 bijwoonde. Volgens een briefje op de achterkant van een van zijn schilderijen woonde hij in 1730 op de Bloemgracht.
- Biografisch Portaal: 01645819
- International Standard Name Identifier: 0000 0004 3658 2348
- KulturNav: 5647e3fd-de98-4946-a45d-5952e99c9809
- Nederlandse Thesaurus van Auteursnamen: 37593460X
- RKD-Nederlands Instituut voor Kunstgeschiedenis: 39570
- Union List of Artist Names: 500015657
- Virtual International Authority File: 310526224
- WorldCat: E39PBJmHHWBvV37RYKV4YMT8md